# Evoken
Az Evoken amerikai funeral doom metal zenekar. 1992-ben alakultak meg a New Jersey állambeli Lyndhurstben. Karrierjük elején még Funereus, illetve Asmodeus néven tevékenykedtek. 1993-ban Evokenre változtatták a nevüket. Lemezkiadóik: Elegy Records, Avantgarde Records, I Hate Records, Profound Lore. Nevüket a műfaj úttörőjének számító Thergothon ugyanilyen című daláról kapták.

## Tagok
- John Paradiso - gitár, ének (1994-), billentyűk (1994-2007), basszusgitár (2004-2007)
- Vince Verkay - dobok (1992-)
- Don Zaros - billentyűk (2007-)
- Dave Wagner - basszusgitár (2008-)
- Chris Molinari - gitár (2009-)

## Diszkográfia
Stúdióalbumok
- Embrace the Emptiness (1998)
- Quietus (2001)
- Antithesis of Light (2005)
- A Caress of the Void (2007)
- Atra Mors (2012)
- Hypnagogia (2018)

Split lemezek
- Evoken/Beneath the Frozen Soil (2010)

Demók
- Rehearsal/Demo 1992 (Funereus néven)
- Shades of Night Descending (1994)
- Promo 1996
- Promo 1997
- Promo 2002